# Franck Boidin
Franck Boidin   (Hénin-Beaumont, 28 d'agost de 1972) és un tirador d'esgrima francès, ja retirat, especialista en floret, guanyador de dues medalles olímpiques.
El 1996 va prendre part en els Jocs Olímpics d'Estiu d'Atlanta, on guanyà la medalla de bronze en la prova del floret individual del programa d'esgrima.
En el seu palmarès també destaquen quatre medalles en el Campionat del món d'esgrima, dues d'or, una de plata i una de bronze, entre les edicions de 1997 i 2002, així com una medalla de bronze en el Campionat d'Europa d'esgrima de 1999.
Després de retirar-se de la competició va esdevenir coordinador del Centre de Desenvolupament Juvenil de Floret a Châtenay-Malabry. El 2008 va ser nomenat entrenador nacional de l'equip femení francès de floret. Després dels Jocs Olímpics d'Estiu de 2012 va assumir la responsabilitat dels equips masculí i femení de floret.